# جون غاتنبي بولتون
جون غاتنبي بولتون (5 يونيو 1922 - 6 يوليو 1993) عالم فلك بريطاني أسترالي كان دوره أساسيًا في تطوير علم الفلك الراديوي. كان دور بولتون محوريًا في إثبات أن المصادر الراديوية المتقطعة هي إما مجرات أو بقايا مستعرات عظمى، وليست نجومًا. لعب أيضًا دورًا مهمًا في اكتشاف النجوم الزائفة ومركز درب التبانة. شغل بولتون منصب المدير الافتتاحي لتلسكوب باركس الراديوي في أستراليا وأنشأ مرصد أوينز فالي الراديوي في كاليفورنيا. شغل طلاب بولتون مناصب إدارية في معظم المراصد الراديوية في العالم وحاز أحدهم على جائزة نوبل. يُعتبر بولتون شخصية رئيسية في تطوير علم الفلك في أستراليا.

## النشأة
ولد جون غاتنبي بولتون في شفيلد بالمملكة المتحدة في 1922 وكان والداه معلمي مرحلة ثانوية. أبدى بولتون اهتمامًا مبكرًا وكفاءة في الرياضة والرياضيات والعلوم، وترافق ذلك بإصابته بأمراض مختلفة في شبابه مثل الربو والصداع النصفي الحاد. حصل على منحة دراسية في مدرسة الملك إدوارد السابع الثانوية، لكن عائلته كانت مطالبة بدفع الرسوم كاملة لأن راتب والده تخطى عتبة المنحة الدراسية المطلوبة. جرى انتخابه عريفًا في مدرسة الملك إدوارد السابع وحصل على جائزة الرياضيات في المدرسة في سنته الأخيرة. تربى ضمن الطبقة المتوسطة في عشرينيات وثلاثينيات القرن العشرين في المملكة المتحدة.
حصل بولتون على مقعد لدراسة الرياضيات البحتة والفلسفة الطبيعية في كلية الثالوث في كامبريدج في 1940، وعلى منحتين دراسيتين لتغطية الرسوم ونفقات معيشته. خُفضت المدة اللازمة لإتمام دراسته من ثلاث سنوات إلى سنتين بسبب الحرب العالمية الثانية. قرر بولتون في سنته الثانية التركيز على الفيزياء عوضًا عن الرياضيات. تخرج في مايو 1942 بمرتبة شرف من الدرجة الثانية. في حين أن نتيجته كانت متوسطة بالنسبة لطالب كان سابقًا في الثلث الأعلى من مجموعته، إلا أن حالة والدته تدهورت وتوفيت في أثناء امتحاناته.

## الحرب العالمية الثانية وعمله في الرادار
التحق بولتون بالجيش بعد انتهاء امتحاناته النهائية، واختار البحرية بسبب حبه للسفن. كُلف برتبة ملازم أول في قوات احتياط البحرية الملكية التطوعية. اختار إجراء بحوثه على الرادار المحمول جوًا في أثناء تدريبه ليصبح ضابطًا في قاعدة جلالة الملك البحرية في بورتسموث.
ستؤسس تجربة بولتون في الرادار خلال الحرب العالمية الثانية علاقات وخبرات مهمة ستؤثر بشكل كبير على حياته المهنية المستقبلية في علم الفلك الراديوي. كان بولتون في أول تعيين له في الحرب مسؤولًا عن محطتي رادار ساحليتين واختبار أحدث مجموعات الرادار في المقاتلات الليلية. نُقل بولتون في نهاية 1942 إلى مؤسسة أبحاث الاتصال عن بعد، المقر الرئيسي للبحث والتطوير في الرادار البريطاني في زمن الحرب. التقى في هذا الموقع بالكثير ممن سيصبحون قادة جهود علم الفلك الراديوي بعد الحرب، ومنهم مارتن رايل.
في مؤسسة أبحاث الاتصال عن بعد، عمل بولتون أولًا على تطوير نظام رادار جديد محمول جوًا يعمل بطول موجة 3 سم، والذي شمل اختبارات مكثفة في أثناء الطلعات الجوية. بحلول وقت الإنزال في يوم النصر، كان بولتون قد سئم من رادار الاختبار الجوي. عُرض عليه منصب ضابط راديو على حاملة الطائرات الخفيفة البريطانية إتش إم إس يونيكورن. جعل هذا المنصب بولتون مسؤولًا عن جميع الإلكترونيات المحمولة جوًا والاتصالات بين السفينة والطائرات والمساعدات الملاحية. تمتعت إتش إم إس يونيكورن بتجربة حرب آمنة إلى حد معقول كونها سفينة دعم، ولم تُبلغ عن حصول أضرار كبيرة. يُنسب الفضل إلى خبرة بولتون على متن إتش إم إس يونيكورن في تطوير خبرته العملية في مجال الإلكترونيات والأفكار التي من شأنها أن تساعده لاحقًا في بناء مقياس تداخل جرف البحر.
مع انتهاء الحرب العالمية الثانية في 1945، نقلت إتش إم إس يونيكورن البضائع والأفراد عبر المحيط الهادئ إلى أستراليا. قرر بولتون البقاء في سيدني عندما عادت إتش إم إس يونيكورن إلى بريطانيا في ديسمبر 1945. إن سبب اختياره أستراليا موطنًا جديدًا التأثير الإيجابي لمناخها على صحته ولكن أيضًا بسبب رفض طلبه للتسجيل في الدراسات العليا في مختبر كافندش في جامعة كامبريدج. اعتبر رئيس مختبر كافندش، لورنس براغ، شهادته الجامعية المختصرة في زمن الحرب تدريبًا غير كافٍ للدراسات العليا.

## هيئة البحوث الأسترالية وكوكبة الدجاجة ومقياس تداخل جرف البحر
بعد مغادرته البحرية، بحث بولتون عن وظيفة من خلال معارفه في أستراليا. حُدد موعد لبولتون لمقابلة تافي بوين، رئيس مختبر الفيزياء الإشعاعية في هيئة البحوث الأسترالية، وذلك عن طريق مسؤول حكومي يساعد في إيجاد عمل للمحاربين القدامى. سرعان ما عُين بولتون في منصب مسؤول الأبحاث الجديد، وكُلف بمهام «البحث والتطوير فيما يتعلق بتطبيق تقنيات الرادار». كانت الخبرة في تكنولوجيا الرادار التي يمتلكها مختبر الفيزياء الإشعاعية على مستوى عالمي آنذاك، ويرجع ذلك إلى حد كبير إلى مشاركة بريطانيا سر الرادار مع دول الدومينيون عند بدء الحرب العالمية الثانية وبسبب مجتمع الفيزياء الراديوية الأسترالي الكبير نسبيًا الذي كان يمتلك علاقات وثيقة مع فيزيائيي طبقة الغلاف المتأين في إنجلترا.
كُلف بولتون بدايةً بقياس خصائص الاستقطاب لإشعاعات البقع الشمسية، وهو مجال قيد الدراسة إذ أُكد حينها خلال الحرب العالمية الثانية أن الشمس ساطعة راديويًا. بنى بولتون هوائيي ياغي وثبتهما في دوفر هايتس في سيدني. لكن الشمس دخلت فترة سبات، دون وجود بقع شمسية على سطحها. بعد أن عرف بولتون باكتشاف انبعاث راديوي من مستوي درب التبانة في أثناء وجوده في جامعة كامبريدج، ومن مشاهدات حصل عليها على متن إتش إم إس يونيكورن، تكهن بولتون بأنه قد تكون هناك نجوم ساطعة راديويًا أخرى مثل الشمس.
ملاحقًا حدسه، وجه بولتون وزميله بروس سلي هوائيي ياغي نحو الأفق واستخدما الأدوات لقياس تداخل جرف البحر للحصول على دقة أكبر من تلك الممكن الحصول عليها باستخدام الهوائيات فحسب. أدى هذا القرار إلى صراع مباشر مع رئيس بولتون جو باوسي، الذي أعاد تكليف بولتون للمساعدة في تصميم هوائيات ياغي لرحلة استكشافية محتملة لرصد كسوف الشمس بعد اكتشاف أن الهوائيات ليست موجهة نحو الشمس. لكن البعثة انهارت وأُمر بولتون مرة أخرى بمراقبة الشمس بالمعدات الجديدة خلال النهار، ولكن سُمح له باستخدام المعدات ليلًا للتحقيق في مصادر الراديو المحتملة الأخرى.
علم بولتون، من خلال نقاشات مع باوسي، أن هناك تقارير متضاربة حول مصدر راديوي في كوكبة الدجاجة أبلغ عنه ستانلي هاي. بمساعدة جوردون ستانلي، أكمل الاثنان مسحًا سطحيًا للسماء الجنوبية باستخدام مقياس تداخل جرف البحر. أكدا وجود مصدر الدجاجة الساطع، الذي سمي لاحقًا الدجاجة A، ولكن بموقع مختلف كليًا عن ذلك الذي أبلغ عنه هاي، ومصدران أضعف بالقرب من كوكبة قنطورس وعلى حافة الدجاجة. خلال عمليات المراقبة الليلية هذه أيضًا، علم بولتون نفسه إلى حد كبير الفيزياء الفلكية باستخدام المنشورات الحديثة في المجلة الفيزيائية الفلكية.
باستخدام مقياس تداخل جرف البحر، حقق بولتون وستانلي دقة أعلى بأكثر من 15 مرة من مشاهدات هاي. كانا واثقين من أن البث الراديوي في الدجاجة آتٍ من منطقة مساحتها أقل من 8 أقدام. في حين أن الفضل يُنسب إلى هاي في اكتشاف أول «نجم» راديوي، أكدت نتيجة بولتون استنتاج هاي بأن المصدر يجب أن يكون صغير الحجم. بالتوازي مع ذلك، مثلت هذه النتائج بداية العلم المرتبط بالمصادر الراديوية المتقطعة. أبرزت مشاهدات إضافية موقعًا دقيقًا للدجاجة A ولكن لم يُعثر على نظير بصري مقنع، مثل نجم ساطع.